# Centre for Investigative Journalism
Das Centre for Investigative Journalism (CIJ) (deutsch: Zentrum für Investigativen Journalismus) ist eine gemeinnützige Organisation mit Sitz in London, die Journalisten, Forscher, Produzenten und Studenten in der Praxis und Methodik des investigativen Journalismus schult. Gegründet im Jahr 2003, organisiert das Zentrum jährlich dreitägige Sommerschulen, eine jährliche investigative Filmwoche und Kurse über Datenjournalismus und Ermittlungsmethoden.
Seit ihrer Gründung bildete die Schule mehr als 1000 Journalisten aus 35 Ländern aus.
Das CIJ hat seinen Sitz im Department of Journalism der City University London.

## Tätigkeit
Das Zentrum unterstützt die Informationsfreiheit, computergestützte Recherche, und schützt Whistleblower. Die CIJ unterstützt besonders diejenigen, die in schwierigen Umgebungen, in denen freie Meinungsäußerung und die Freiheit der Presse eingeschränkt sind, und in Regionen, in denen wahrheitsgemäße Berichterstattung eine gefährliche Tätigkeit sein kann (siehe:Einschränkung der Pressefreiheit). Das Trainingsprogramm ist so konzipiert, dass eine eingehende Berichterstattung über die Ungerechtigkeit, Korruption, die Integrität und Transparenz der institutionellen Macht gefördert wird, und die Mächtigen zur Rechenschaft gezogen werden.

## Unterstützer
Zu den Unterstützern gehören Reporter des Sunday Times Insight Teams, World in Action-Produzenten, BBC Radio und Fernsehen, Channel Four, Private Eye, Canal Plus (Paris), CBS 60 Minutes und die New York Times.
Im Jahr 2007 bekam die CIJ den Status einer registrierten Charity Organisation und bekam Unterstützung von einer Reihe von Stiftungen einschließlich des Open Society Institute, der Potter Foundation des Philanthropen-Ehepaars Elaine und David Potter, der Ford Foundation, der Park-Stiftung, der Reva und David Logan Foundation, Democratie en Medien, der City University London und mehrerer kleiner privater Stiftungen.

## Verbindung zum Bureau for Investigative Journalism
Im Jahr 2009 half das CIJ bei der Gründung des Bureau for Investigative Journalism, einer britischen Journalisten-Initiative, die Machtmissbrauch und Korruption aufdecken will. Das Bureau for Investigative Journalism wird auch vom Centre for Investigative Journalism betreut.

## Weiteres
2012 begründete die CIJ ein Programm zur kostenlosen aktiven Unterstützung, Beratung und Verteidigung von Whistleblowern und Informanten, die Verbrechen bei ihrem Arbeitgeber aufgedeckt haben.